# Karosa B95x
Karosa B95x - seria autobusów produkowana przez Karosę w 2001-2007.